# كريستو باريوس
كريستو باريوس (بالإسبانية: Cristo Barrios)‏ هو موسيقي إسباني، ولد في 30 مايو 1976.

## وصلات خارجية
- الموقع الرسمي